# أندريا توزو
أندريا توزو (بالإيطالية: Andrea Tozzo)‏ (30 أغسطس 1992 بريفا دل غاردا في إيطاليا - ) هو لاعب كرة قدم إيطالي في مركز حراسة المرمى. شارك مع منتخب إيطاليا تحت 19 سنة لكرة القدم. أما مع النوادي، فقد لعب مع نادي سامبدوريا ونادي نوفارا وهيلاس فيرونا ولاتينا كالتشيو وPortogruaro Calcio ASD ‏.

## روابط خارجية
- أندريا توزو على موقع قاعدة بيانات كرة القدم.إي يو (الإنجليزية)
- أندريا توزو على موقع Soccerway.com (الإنجليزية)
- أندريا توزو على موقع عالم كرة القدم.نت (الإنجليزية)
- أندريا توزو على موقع AS.com (الإسبانية)